# Valkebo och Gullbergs tingslag
Valkebo och Gullbergs tingslag var ett tingslag i Östergötlands län och i Vifolka, Valkebo och Gullbergs domsaga. Det bildades 1 januari 1918 av Valkebo tingslag och Gullbergs tingslag och upplöstes 1 januari 1924 då dess verksamhet överfördes till Linköpings domsagas tingslag.

## Ingående områden
Tingslaget omfattade Valkebo härad och Gullbergs härad.